# キャリバン (衛星)
キャリバン (Uranus XVI Caliban)は、天王星の第16衛星である。

## 発見と命名
キャリバンは、1997年9月6日にブレット・J・グラッドマン、フィリップ・D・ニコルソン、ジョセフ・A・バーンズ、ジョン・J・カヴェラーズによって、パロマー山天文台の200インチヘール望遠鏡を用いた観測によって発見された。その際、同じく天王星の衛星シコラクスも発見されている。発見は10月31日に国際天文学連合のサーキュラーで公表され、S/1997 U 1 という仮符号が与えられている。その後、1999年3月27日にウィリアム・シェイクスピアの戯曲『テンペスト』に登場する怪物キャリバンにちなんで命名され、確定番号 Uranus XVI が与えられた。

## 軌道

天王星周りの不規則衛星の軌道のアニメーション。黄色がキャリバンである。
天王星·
シコラクス·
フランシスコ·
キャリバン·
ステファノー·
トリンキュロー

天王星の逆行衛星の軌道要素。図は、円の半径方向の軸が軌道長半径、角度方向は軌道傾斜角を示している。近点と遠点は黄線で表されており、この長さが軌道離心率の大きさに対応する。また、円の大きさは衛星の質量に対応している。

キャリバンは天王星から離れた軌道を公転しており、規則衛星の中で最も遠方を公転するオベロンのさらに10倍以上離れた距離にある。天王星の自転や規則衛星の公転方向とは逆向きに公転する逆行衛星であり、軌道傾斜角はやや大きく、わずかに軌道離心率がある軌道を持っている。軌道要素が似ていることから、ステファノーおよびフランシスコと同じ力学的な集団に属していると考えられており、したがって同じ起源を持つ可能性がある。太陽系内の多くの衛星を発見しているスコット・S・シェパードは、天王星からの軌道長半径が 700万 km から 800万 km の範囲にあるキャリバン、ステファノー、および S/2023 U 1 の3つの衛星を「キャリバン群 (Caliban group)」という1つのグループにまとめている。

## 物理的特徴
キャリバンのアルベドは 0.22 とされており、直径は約 42 km と推定される。以前には、天王星の不規則衛星の中ではシコラクスに次いで2番目に大きい、約 72 km の直径を持つとする研究結果もあり、アメリカ航空宇宙局 (NASA) の紹介ページでは現在もこの値が使用されている。
キャリバンの色指数については幾分か矛盾する2つの数値が得られているが (B–V = 0.83 V–R = 0.52、B–V = 0.84 ± 0.03 V–R = 0.57 ± 0.03)、わずかに赤色を示す。木星の衛星であるヒマリアよりは赤いものの、多くのカイパーベルト天体ほどは赤くない。なお、シコラクスよりはわずかに赤い色を示す。表面では 0.7 μm 波長の吸収が見られ、これは表面が液体の水によって変性を受けた結果であると考える天文学者グループもある。
キャリバンの光度曲線からは、自転周期はおよそ2.7時間であることが示唆されていたが、2017年に公表されたケプラー宇宙望遠鏡からの観測結果に基づく分析ではそれよりもさらに長いおよそ10時間の周期で自転していることが判明した。

## 起源
キャリバンは天王星形成直後に存在した降着円盤 (周惑星円盤) の中で形成されたのではなく、捕獲によって衛星になったと考えられている。実際の捕獲機構は明らかになっていないものの、天体が衛星を捕獲するためには何らかの過程によるエネルギーの散逸が必要である。考えられる捕獲過程としては、原始惑星系円盤内でのガス摩擦、多体相互作用によるもの、天王星の質量が急速に増加している間の捕獲（いわゆる pull-down と呼ばれる過程）が挙げられている。